# Hartmannsdorf bei Kirchberg
Hartmannsdorf bei Kirchberg es un municipio situado en el distrito de Zwickau, en el estado federado de Sajonia (Alemania). Tiene una población estimada, a fines de enero de 2023, de 1344 habitantes.